# Steffen Arndes
Steffen Arndes (* cirka 1450 i Hamburg; † før 14. August 1519 i Lübeck) var en Inkunabel-bogtrykker, der hovedsageligt arbejdede i Lübeck.

## Liv
Man ved ikke, hvor Arndes fik sin uddannelse som bogtrykker. Han nævnes første gang i maj 1477 som bogtrykker i Perugia, hvor han også fremstillede skrifttyper. I Perugia mødte han Leno Leve, der læste kirkeret, og Leve finansierede i 1480 et samarbejde mellem Arndes og en anden tysker, Dietrich Tzenen. I 1481 forlod Arndes imidlertid Perugia, fordi der i byen var blevet etableret en filial af et stort venetiansk trykkeri, som han ikke kunne konkurrere med.
Arndes og familien Leve genoptog samarbejdet i midten af 1480'erne. I mellemtiden var Leno Leve blevet domherre i Slesvig og Lübeck, og hans far Lorens Leve var staller for Nordstrand, udnævnt af den danske konge. Aftalen var, at Arndes skulle oprette et trykkeri i Slevig, og Lorens Leve finansierede projektet. Man kender tre værker fra tiden i Slesvig, hvoraf især Missale Slesvicense er betydningsfuld, omtalt som en af de smukkeste bøger fremstillet i Danmark. De to andre var Remigius' latinske grammatik Regula: Dominus quae pars og en udgave af den populære Dialogus Salomonis et Marcolph. Alle tre blev trykt i 1486.
Da Missale Slesvicense var næsten færdiggjort i 1486, flyttede Arndes trykkeriet til Lübeck og afsluttede bogen der. Årsagen til, at man betragter bogen som færdiggjort i Lübeck er, at der i teksten optræder nogle skrifttyper, som man ved er indkøbt til trykkeriet i Lübeck. Han fortsatte produktionen med et Breviarium Slesvicense og lovbogen Dithmarscher Landrecht. Samarbejdet med familien Leve ophørte i 1494. Arndes havde oparbejdet en del gæld, og det betød at Leno Leve overtog restoplaget af hans bøger, hvorefter Leve i en periode også fungerede som boghandler.
Arndes hovedværk fra tiden i Lübeck var Lübecker Bibel (på tysk), færdiggjort i november 1494. Med sine mange smukke illustrationer betegnes den som et af periodens betydeligste tyske værker. Sønnen Hans Arndes førte trykkeriet videre indtil reformationen.

## Værker
- Remigius: Regula: Dominus quae pars, Slesvig 1486.[8]
- Dialogus Salomonis et Marcolph, Slesvig 1486.
- Missale Slesvicense[9], Slevig og Lübeck 1486.
- Dithmarscher Landrecht., Lübeck 1487-88. ISTC Arkiveret 26. december 2015 hos  Wayback Machine, GW, kun fragmenter.[10]
- Breviarium Slesvicense, Lübeck 1489.[11]
- Afladsbrev for den pavelige legat Raimund Peraudi, 1489.
- Boek der prophecien, epistolen unde des hyllyghen ewangelii. (Plenar), 1488 og 1506.
- Dat Passionäel vnde dat leuent der hyllyghen, 1492, nye oplag 23. April 1499 og 1507.
- Garde der sundheyt ("Sundhedens have", mittelniederdeutsch 1492).
- De sacramento altaris mundo et transformato et de cruoribus atque votis, 1493
- Lübecker Bibel, 1494.
- Johannes Schiphower: Tractatus de conceptio[n]e immaculate virginis. collect[us] p[er] venerabile[m] sacre theologie lectore[m] fratre[m] ioha[n]e[m] de meppis cognominato [!] schyphower ordinis fratru[m] heremitaru[m] diui Augustini Anno d[o]m[ini] Mcccc.xcij. quando erat prior in conue[n]tu Ta[n]glimme[n]si. 9.V.1495
- Psalterium, 1497
- Plenarium (mittelniederdeutsch): Dat boek des hillighen Ewangelij Profecien vnde Epistelen ouer dat ghantze yaer myt der Glosen vnde Exempelen, 1497.
- Bedebok, 1499
- Marientiden (mittelniederdeutsch): Seven tyde Unser Lieve Vrauwen. 1499
- Messebog for Viborg, 1500.
- Messebog for dominikanerne i Danmark, 1504.

## Eksterne links
- Wikimedia Commons har flere filer relateret til Steffen Arndes
- Karl Michael Wiechmann-Kadow: Die Procession zu Lübeck im Jahre 1503. Und die Ablassbriefe des Cardinal-Legaten Raimund. I: Serapeum. Bind 19, 1858, Hefte 6, S. 93–95, Digitaliseret.